# Laguna (Santa Catarina)
Laguna é um município brasileiro do estado de Santa Catarina. Localiza-se a uma latitude 28º28'57" sul e a uma longitude 48º46'51" oeste, estando a uma altitude de 2 metros. Sua população estimada em 2021 era de 46 424 habitantes. Possui uma área de 336,396 km². Em primeiro de janeiro de 2013 perdeu 1/5 de sua população com a instalação do município de Pescaria Brava.
Laguna alcançou lugar de destaque entre as mais de cinco mil cidades do país, conforme avaliação do ranking “As melhores Cidades do Brasil 2022”, da revista Isto É. O município ficou em 1º lugar no grupo Indicadores Sociais, na categoria cidade de pequeno porte.
O ranking foi estruturado conforme a metodologia de pesquisa Austin Rating, agência classificadora de risco de crédito, em parceria com a Editora Três.
O estudo leva em consideração alguns indicadores como o Índice de Inclusão Social e Digital (IISD), dados do Instituto Brasileiro de Geografia e Estatística (IBGE), Secretaria do Tesouro Nacional (STN) e Ministério do Desenvolvimento.
De acordo com o levantamento, Laguna apresenta PIB de R$ 891.933,20 e PIB Per Capita de R$ 19.468,57, e quase 47 mil habitantes.
Além disso, Laguna apresenta escolarização de 97,7% na faixa de 6 a 14 anos de idade conforme dados fornecidos pelo IBGE. 
Na cidade de Laguna, está instalado o Campus Sul da Universidade do Estado de Santa Catarina - UDESC. 
O município é sede da Delegacia da Capitania dos Portos, com jurisdição direta em 39 municípios 

## Etimologia
Cidade de acontecimentos memoráveis da história de Santa Catarina, também passou a ser a capital da República Juliana (depois e antes do estado extinto denominado Província de Santa Catarina), terra natal de Anita Garibaldi, a famosa Heroína dos Dois Mundos. Seu nome é proveniente da lagoa que banha o município. Anteriormente chamava-se Laguna dos Patos ou Laguna de los Patos, nome que se atribui aos povoadores espanhóis do litoral inteiro, Santo Antônio dos Anjos da Laguna (padroeiro), denominação concedida por Domingos de Brito Peixoto, que fundou a cidade em 1676, e em seguida reduzida para a Laguna dos dias de hoje.
Lar de uma série de balneários naturais e lagoas, tombada pelo IPHAN (Instituto do Patrimônio Histórico e Artístico Nacional), com seiscentos imóveis, é o pólo turístico mais importante do sul do estado brasileiro de Santa Catarina, localizado na Região Sul do maior país sul-americano em extensão territorial.

## História

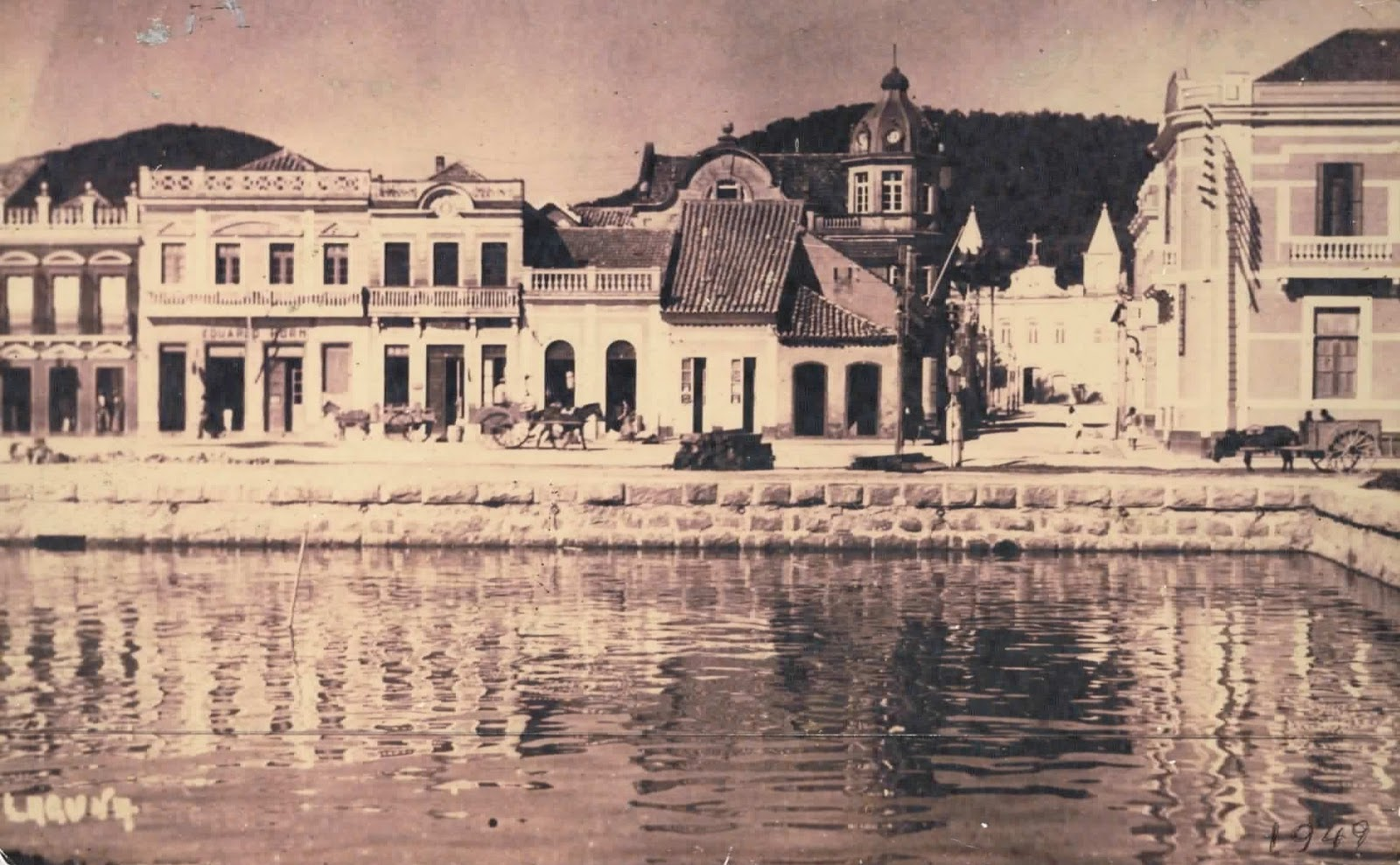
Centro Histórico de Laguna em 1949.

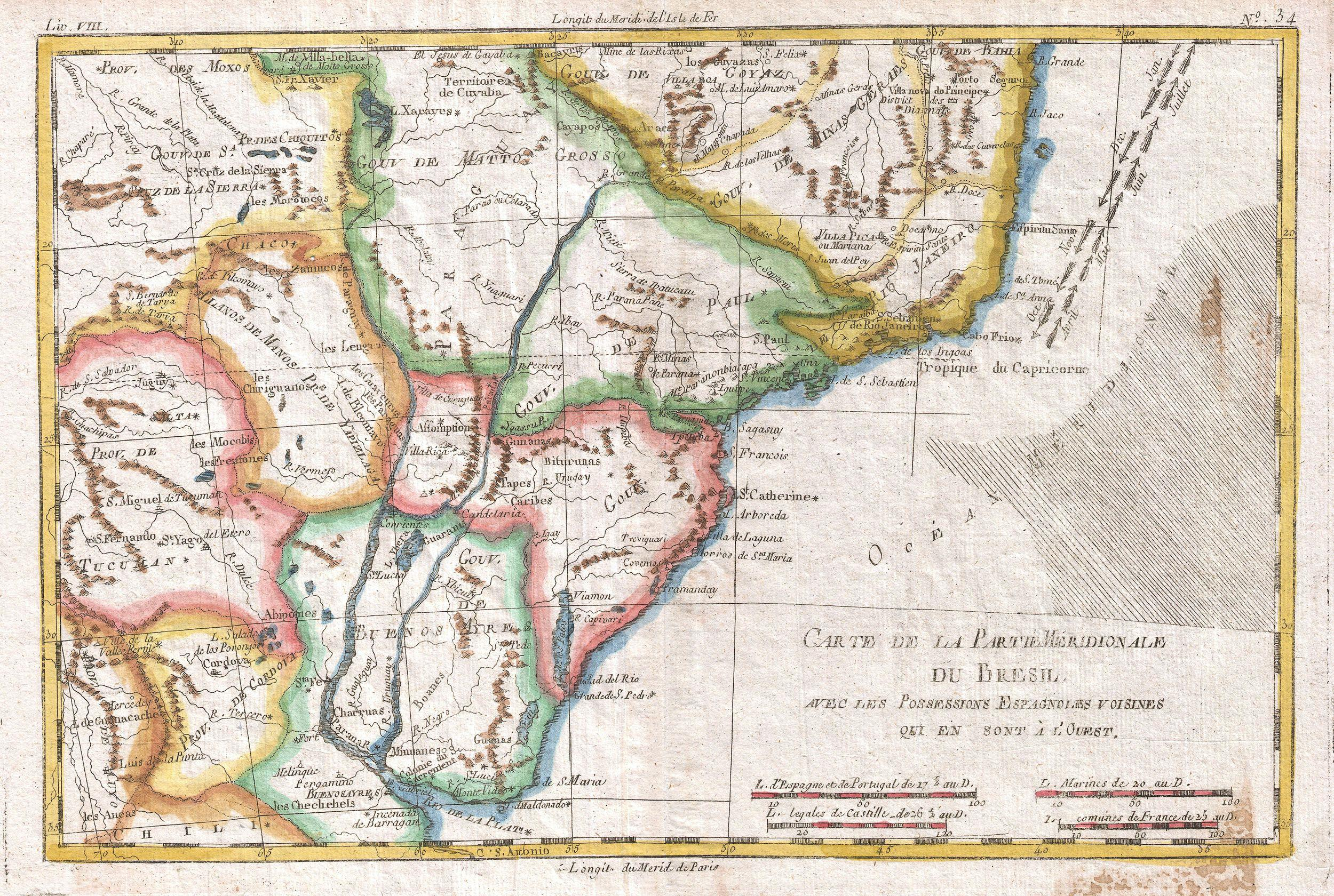
Mapa de 1780 que mostra a Villa de Laguna

No período Pré-Colonial,⁣ a região de Laguna fora habitada pelo povo sambaquieiro, que entre 4 500 anos a 2 000 anos antes do presente construíram sambaquis monumentais na região. Posteriormente a região fora ocupado pelos índios carijós.
Entre 1538 e 1548, os franciscanos espanhóis Bernardo de Armenta e Alonso Lebrón fizeram esforços de evangelização dos nativos da etnia carijó, no território que atualmente pertence à cidade de Laguna. Esses esforços foram interrompidos em 1548, quando salteadores portugueses, liderados por Pascoal Fernandes, oriundo de São Vicente, e Martin Vaz, oriundo de Ilhéus, invadiram o local para prender e escravizar os nativos.
Um dos motivos decisivos para a criação da cidade de Laguna foi para que o Reino de Portugal possuísse, na parte mais meridional do Brasil Colônia, um “ponto de apoio”. Seria, por assim dizer, um grandioso posto avançado à colonização do Rio Grande do Sul e às guerras hispano-lusitanas na bacia do rio da Prata.
No início da colonização do Brasil, o território de Laguna compunha a parte mais meridional do Brasil, na Capitania de Santana, onde incide a linha imaginária do Tratado de Tordesilhas (1494), separando as terras de Portugal (a leste) e Espanha (a oeste). Do conflito entre metrópoles, uma extensa colônia passava a se formar. Por esse motivo, Laguna tornou-se importante ponto geográfico para Portugal. A linha imaginária passava por Laguna e, atualmente, o monumento do Tratado de Tordesilhas está localizado no centro histórico da cidade.
Interessante observar que o processo histórico de expansão nacional em direção ao rio da prata, é atualmente lembrado no brasão estampado na bandeira do município, onde consta a significativa divisa: "AD MERIDIEM BRASILIAN DVXI" ("Para o sul levei o Brasil"), em homenagem aos lagunenses que desbravaram o sul do Brasil.
O local onde foi implantada a povoação, no século XVII, é um anfiteatro natural protegido pelos morros da Glória e do Mar Grosso, eixo da praia onde se fixaram colonos vindos da Capitania de São Vicente. Povoado fundado pelo bandeirante Domingos de Brito Peixoto Vicente, em 1676, com a construção de uma capela de taipa dedicada a Santo Antônio dos Anjos, onde está a atual Igreja Matriz.
Do extenso território original de Laguna, desmebraram-se 02 (duas) atuais capitais brasileiras: Florianópolis e Porto Alegre.
Laguna, possuiu, nos seus primeiros tempos, muitos progressos, sendo fundado o município em 20 de janeiro de 1720. Em seguida, entrou em declínio. Uma das principais razões, senão a mais importante, foi que os lagunenses deixaram sua terra para ir colonizar o Continente de São Pedro do Rio Grande do Sul.
A conhecida Guerra dos Farrapos, que no município dispunha de uma série de seguidores, deu importância histórica à cidade de Laguna. Em julho de 1839, os republicanos gaúchos invadiram Laguna por terra e mar. David Canabarro e Joaquim Teixeira Nunes lideravam as tropas terrestres (cerca de 1000 homens). Naquela mesma ocasião, o capitão italiano Giuseppe Garibaldi a dominava por água, quando esteve a bordo do navio “Seival” com uma tripulação constituída de muitos italianos, amigos de interesse do grande carbonário. Este, no que lhe concerne, derrotou as tropas imperiais ali instaladas. E em 29 de julho de 1839, a Câmara Municipal de Laguna, presidida por Vicente Francisco de Oliveira, proclamava o Estado Catarinense Livre e Independente com a denominação de República Juliana, coligada à de Piratini. Foi naquele momento que apareceu a adolescente Ana Maria de Jesus Ribeiro, amplamente conhecida pela perífrase de Heroína dos Dois Mundos, que ficaria junto a Giuseppe Garibaldi, com quem se casou em seguida, tornando-se conhecida pelo apelido de Anita Garibaldi.
Porém, em 15 de novembro desse ano (1839), após a Queda de Laguna, com a derrota dos farroupilhas, chegava a seu fim a República Juliana. Seu presidente, que, no entanto, não apareceu para ser empossado como governante, foi o coronel Joaquim Xavier Neves e o vice-presidente o padre Vicente Ferreira dos Santos Cordeiro.
Foi o episódio mais próspero de Laguna, cujo povo, hoje em dia, vem trabalhando com bravura para o seu o desenvolvimento, alcançado por meio da pesca (fonte de renda fundamental de seu povo), e do turismo, devido às extraordinárias possibilidades que o município oferece.
Sua área é de 440,525 km², pertencente à Mesorregião do Sul Catarinense, dividida em três microrregiões: Araranguá, Criciúma e Tubarão.

## Geografia

### Clima
Segundo dados do Instituto Nacional de Meteorologia (INMET), a menor temperatura registrada em Laguna foi de 3,8 °C em 9 de julho de 1988, e a maior atingiu 36 °C em 24 de janeiro de 1971 e 13 de fevereiro de 1975. O maior acumulado de precipitação em 24 horas foi de 158,2 mm em 27 de maio de 1981. Outros grandes acumulados foram 128,2 mm em 16 de março de 1962, 127,2 mm em 15 de abril de 1981, 126,8 mm em 22 de julho de 1973, 123,6 mm em 20 de março de 1989, 122,2 mm em 16 de abril de 1971, 115,8 mm em 20 de novembro de 1983, 113,8 mm em 26 de março de 1974 e 107,2 mm em 28 de agosto de 1970.
| Dados climatológicos para Laguna                                                                                     | Dados climatológicos para Laguna | Dados climatológicos para Laguna | Dados climatológicos para Laguna | Dados climatológicos para Laguna | Dados climatológicos para Laguna | Dados climatológicos para Laguna | Dados climatológicos para Laguna | Dados climatológicos para Laguna | Dados climatológicos para Laguna | Dados climatológicos para Laguna | Dados climatológicos para Laguna | Dados climatológicos para Laguna | Dados climatológicos para Laguna |
| Mês | Jan                              | Fev                              | Mar                              | Abr                              | Mai                              | Jun                              | Jul                              | Ago                              | Set                              | Out                              | Nov                              | Dez                              | Ano                              |
| --- | -------------------------------- | -------------------------------- | -------------------------------- | -------------------------------- | -------------------------------- | -------------------------------- | -------------------------------- | -------------------------------- | -------------------------------- | -------------------------------- | -------------------------------- | -------------------------------- | -------------------------------- |
| Temperatura máxima recorde (°C)                                                                                      | 36                               | 36                               | 35,5                             | 33                               | 31,2                             | 31                               | 33,6                             | 32                               | 29,4                             | 31,4                             | 31,8                             | 34,7                             | 36                               |
| Temperatura máxima média (°C)                                                                                        | 27,6                             | 27,8                             | 26,6                             | 24,7                             | 22,6                             | 20,3                             | 19,9                             | 20                               | 20,6                             | 22,3                             | 24,2                             | 26,1                             | 23,6                             |
| Temperatura média (°C)                                                                                               | 23,8                             | 24                               | 23,1                             | 20,9                             | 18,7                             | 16,4                             | 16,1                             | 16,4                             | 17,3                             | 18,9                             | 20,7                             | 22,4                             | 19,9                             |
| Temperatura mínima média (°C)                                                                                        | 20,7                             | 21                               | 20,1                             | 17,7                             | 15,5                             | 13,1                             | 12,7                             | 13,3                             | 14,3                             | 15,8                             | 17,4                             | 19,1                             | 16,7                             |
| Temperatura mínima recorde (°C)                                                                                      | 15                               | 14,6                             | 12,8                             | 9,4                              | 5                                | 4,4                              | 3,8                              | 4,2                              | 5,8                              | 8,2                              | 10                               | 11,2                             | 3,8                              |
| Precipitação (mm) | 99,9                             | 114,6                            | 151                              | 87                               | 94,5                             | 90,1                             | 112                              | 143,5                            | 145,6                            | 97,9                             | 113,3                            | 90,1                             | 1 339,4                          |
| Dias com precipitação (≥ 1 mm)                                                                                       | 11                               | 12                               | 12                               | 8                                | 9                                | 8                                | 8                                | 9                                | 12                               | 10                               | 10                               | 10                               | 119                              |
| Umidade relativa (%)                                                                                                 | 80,9                             | 82,6                             | 82,8                             | 80,7                             | 82,7                             | 82,5                             | 83                               | 83,5                             | 84,3                             | 81,8                             | 80,3                             | 80                               | 82,1                             |
| Insolação (h) | 202,7                            | 176,7                            | 179,5                            | 184,4                            | 191,2                            | 156,3                            | 168                              | 163,3                            | 129,2                            | 168,1                            | 191,7                            | 220,7                            | 2 131,8                          |
| Fonte: Instituto Nacional de Meteorologia (normal climatológica de 1961-1990; recordes de temperatura: 1961 a 1989). |                                  |                                  |                                  |                                  |                                  |                                  |                                  |                                  |                                  |                                  |                                  |                                  |                                  |

## Características

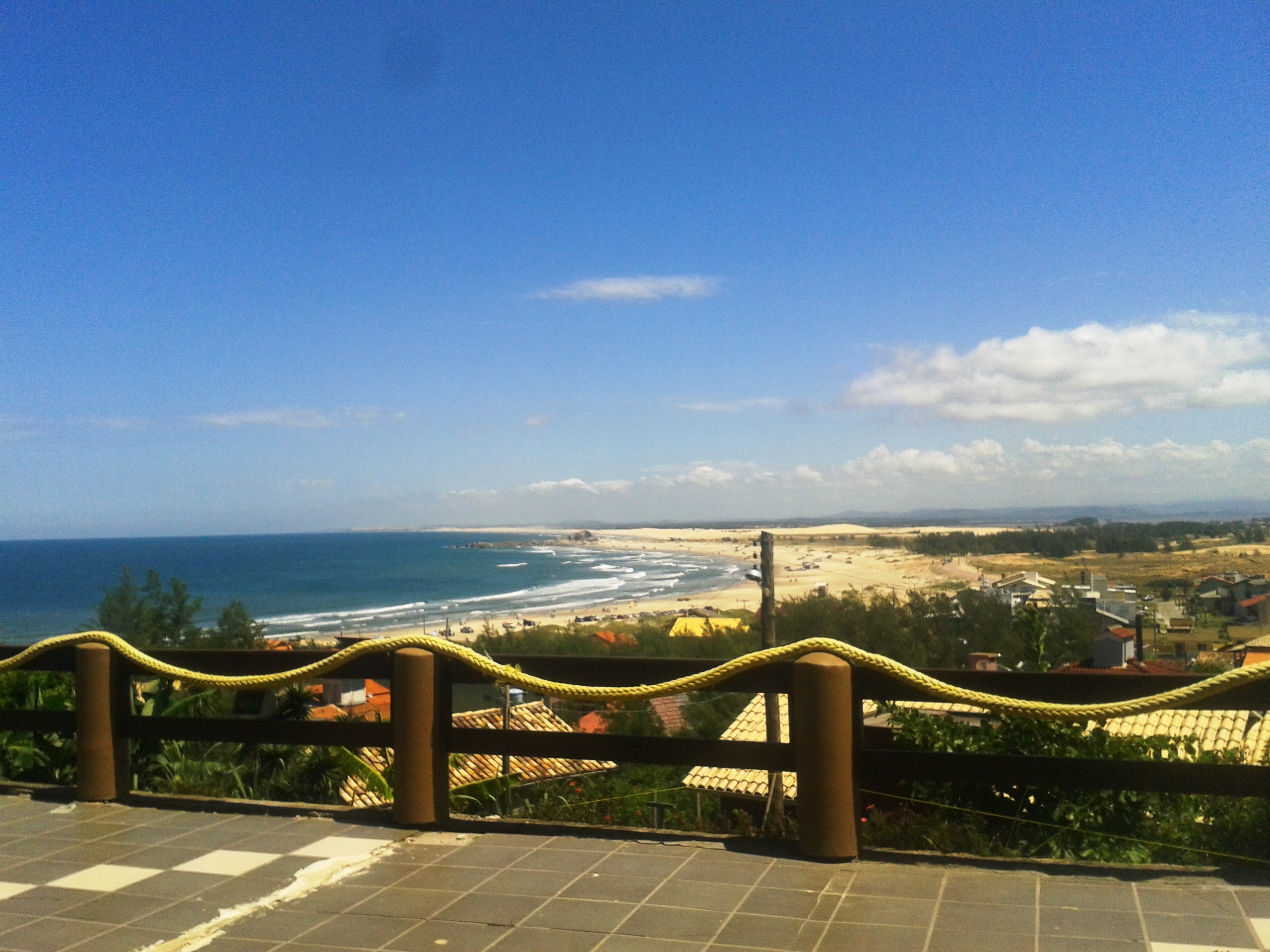
Vista praiana de Laguna

Cidade histórica e praiana, o carnaval da Laguna é considerado o melhor do sul do País.
Seu carnaval é dividido entre as escolas de samba e os blocos carnavalescos. As agremiações desfilam no sambódromo inaugurado em 2007, sendo que nas semanas que antecedem a festa os ensaios são uma atração à parte.
Já os blocos partem de suas sedes e vão puxando a multidão até um palco que é montado na areia da praia. O bloco mais popular e mais antigo é o da Pracinha, que reúne pessoas de todas as idades, vai às ruas no domingo, partindo da Praça Souza França, no bairro do Magalhães. Há mais de 50 anos, de forma gratuita, os foliões seguem atrás de trios e carros de som até a madrugada. Há menos de 10 anos foram criados o Bloko Rosa e o Bloco Pangaré Elétrico, que vendem seus abadas e saem respectivamente no sábado e na segunda-feira, cuja "concentração" ocorre na zona portuária do Porto Pesqueiro de Laguna.

## Litoral
Laguna apresenta diversas lindas praias com destaque para a do Mar Grosso. A praia do Gi e de Itapirubá destacam-se pelas dunas e preservação da natureza. O Farol de Santa Marta, localizado no Cabo de Santa Marta, foi construído em 1891 pelos franceses e é considerado o maior das Américas e, mundialmente, o terceiro em alcance com 45 metros acima do nível do mar,. A estrutura é uma torre quadrada, em pedra, que possui lanterna e galeria. Suas paredes possuem 2 metros de espessura. O farol eleva-se em meio a um grupo de casas térreas de faroleiros e outros edifícios. Além de ser localizado no ponto mais oriental da região, desde o século XIX o farol serviu para guiar as embarcações para longe da famosa Pedra (ou Parcel) do Campo Bom. Apesar disso, alguns naufrágios chegaram a ocorrer.

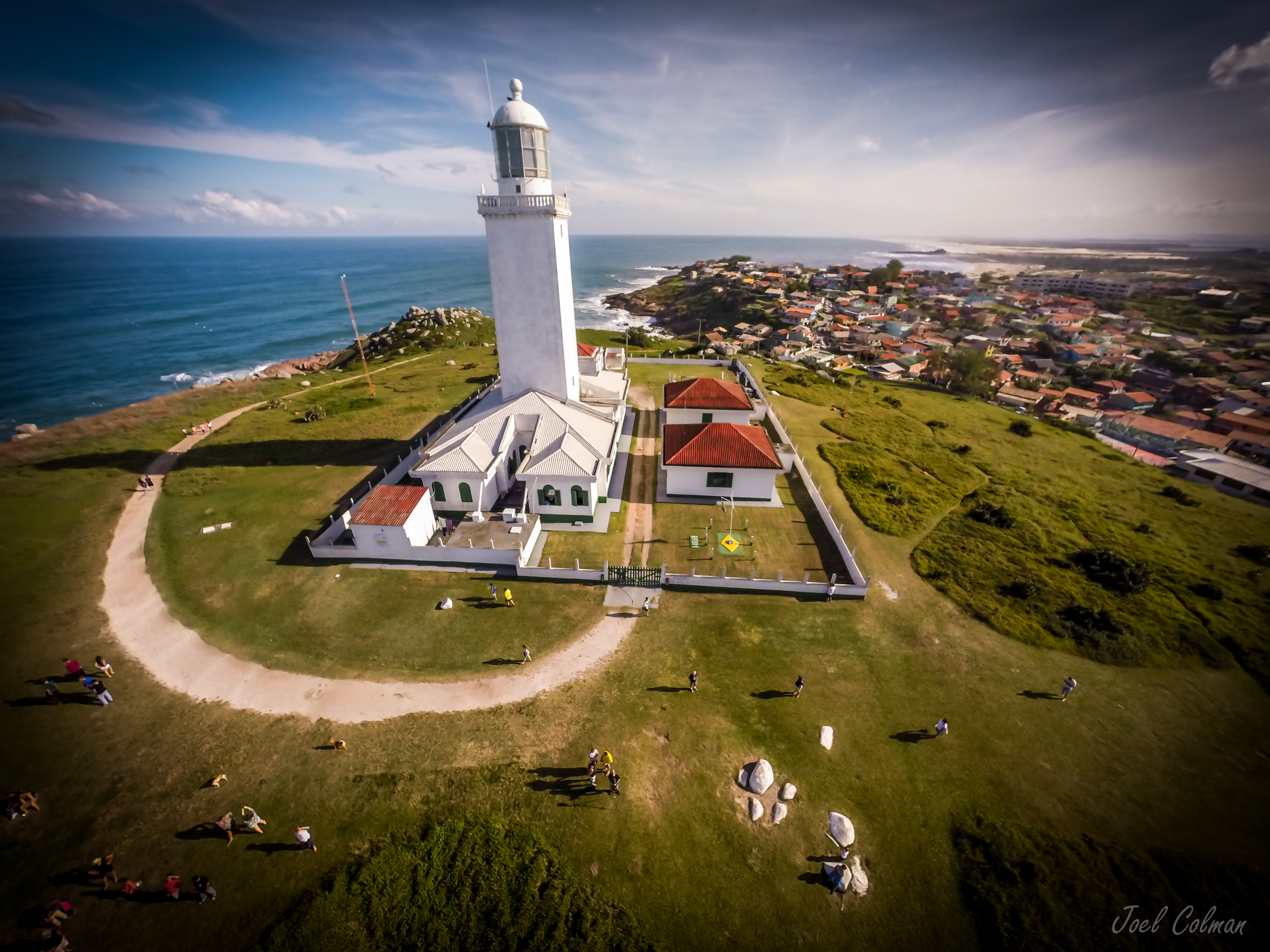
Farol de Santa Marta

A praia dos Molhes é o local favorito para a prática do surfe e da pesca. Suas águas apresentam temperatura mais amena devido a corrente marítima do Atlântico Sul. Normalmente observam-se pinguins chegando as praias no verão e outono. O Canal do Molhes ou Molhes é o local onde pescadores e golfinhos trabalham juntos na captura de peixes, especialmente a tainha nos meses mais frios.
Em Laguna. encontra-se a Ponte Anita Garibaldi,  uma das maiores pontes suspensas do Brasil, em formato estaiado, erguida sob a Lagoa Santo Antônio e que faz parte da BR 101, ligando o Sul do Brasil.
É a segunda ponte estaiada em curva do Brasil, com mais de 2,8 km de extensão em pista dupla, com 400 metros de vão central suspensos por 60 cabos de aço e duas torres que atingem mais de 50 metros de altura. 

## Cidades-irmãs
- Ravena, Itália[29]
- Rieti, Itália[30]
- Tordesilhas, Espanha[31]